# Mary Garden
Mary Garden (20. února 1874, Aberdeen – 3. ledna 1967, Inverurie, Skotsko) byla americká operní pěvkyně, sopranistka skotského původu se značnou kariérou ve Francii a Americe v první třetině 20. století. Byla nazývána „Sarah Bernhardt opery“.

## Život a tvorba
Narodila se v Aberdeenu ve Skotsku a od svých šesti let vyrůstala v Chicagu ve státě Illinois. Již v raném věku začala studovat zpěv na chicagské konzervatoři, později pokračovala ve studiu v Paříži.

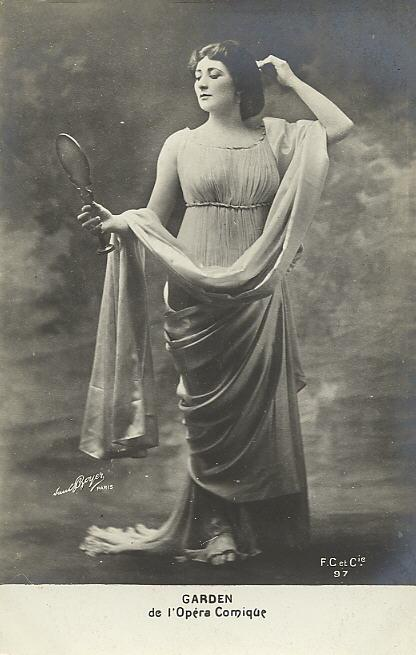
Mary Garden v roli Thaïs

Poprvé veřejně vystoupila v dubnu 1900 jako Louise v premiérové sezóně opery Gustava Charpentiera Louise v Opéra-Comique v Paříži.
V roce 1902 zpívala Mélisandu v premiéře opery Clauda Debussyho Pelléas et Mélisande. To vedlo k „válce div“ mezi Mary Garden a Georgette Leblanc. Autor literární předlohy, Maurice Maeterlinck, se totiž s Leblanc právě oženil a slíbil jí pěvecký part Mélisandy.
V roce 1904 také vystoupila v opeře La Reine Fiamette od Xaviera Lerouxe s Adolphem Maréchalem a Hectorem Dufranem. Téhož roku odjela do Londýna zpívat v Covent Garden sérii čtyř oper: La Vie de Bohème od Giacoma Pucciniho, Manon od Julese Masseneta a Faust a Romeo a Julie od Charlese Gounoda.
V roce 1907 debutovala jako Thaïs v Metropolitní opeře v New Yorku (za její nejvýznamnější představitelku je považována dodnes). V letech 1910 až 1931 byla členkou Lyrické opery v Chicagu (Lyric Opera of Chicago) – krátce byla i její ředitelkou. Po roce 1935 odešla z jeviště, zůstala však aktivní ještě další dvě desetiletí. Věnovala se koncertním sálům a později také výuce.
V letech 1903 až 1929 úspěšně natočila několik zvukových nahrávek pro Columbia Records a pro Victor Talking Machine Company. Dělala také reklamy na módu, parfémy a cigarety.
Zemřela v Inverurie poblíž Aberdeenu, kde žila posledních 30 let svého života. V Aberdeenu je malá zahrada věnovaná její památce s malým pomníkem a nápisem.

## Filmografie
- 1917 Thaïs
- 1918 The Splendid Sinner